# Konami no Uranai Sensation
Konami No Uranai Sensation (コナミの占いセンセーション?), también conocido como Konami Fortune Teller, es un videojuego para MSX2 publicado por Konami en 1988 solo exclusivamente en Japón. Es un videojuego de adivinación en el que el jugador dispone de diferentes apartados, como horóscopo o quiromancia.

## Banda sonora
Konami No Uranai Sensation SOUNDTRACKS (コナミの占いセンセーション SOUNDTRACKS?) es un CD de Música de Videojuego que fue lanzada en 30 de mayo de 2014 solo en Japón, fue el compositor por Kinuyo Yamashita y fue publicado por EGG MUSIC.
- Datos: Q16586904